# Stagmomantis tolteca
Stagmomantis tolteca är en bönsyrseart som beskrevs av Henri Saussure 1861. Stagmomantis tolteca ingår i släktet Stagmomantis och familjen Mantidae. Inga underarter finns listade i Catalogue of Life.